# Culture neolitiche cinesi
Con il termine culture regionali neolitiche cinesi si intende l'insieme dei primi insediamenti umani stabili della Cina continentale.
I reperti archeologici testimoniano l'esistenza nel VIII-III millennio a.C. di un gran numero di comunità umane insediatesi su un vasto territorio che comprende le valli del Fiume Azzurro e del Fiume Giallo. La caratteristica principale di questi insediamenti risiede nell'altissimo grado di differenziazione culturale che si riscontra nei manufatti, nella struttura delle abitazioni, e in generale nelle testimonianze della vita collettiva di ciascuna comunità. Ciò ha spinto gran parte degli storici ed archeologi ad abbandonare la tesi di un'origine unitaria per la civiltà cinese, in favore di un modello basato su una molteplicità di culture regionali sorte autonomamente, e in un secondo momento entrate in contratto tra loro.
Ragionando su base geografica, è possibile suddividere le culture neolitiche in gruppi distinti, caratterizzati da marcate differenze regionali:
- Cina settentrionale (corso del Fiume Giallo, pianure e altopiano del loess);
- Cina meridionale (corso e delta del Fiume Azzurro, penisola dello Shandong, bassopiano della cina settentrionale);
- bacino del Sichuan;
- zone costiere e Taiwan;
- corso del fiume Liao a nord-est;
- territori del nord-ovest (province del Gansu e del Qinghai).

Il nome di ciascuna cultura deriva dal nome del luogo di ritrovamento dell'insediamento principale.

## Lista delle culture neolitiche in Cina
| Immagine | Data                  | Nome italiano          | Nome cinese | Località odierna                                                       |
| -------- | --------------------- | ---------------------- | ----------- | ---------------------------------------------------------------------- |
|          | 7500 a.C. – 6100 a.C. | cultura di Pengtoushan | 彭頭山文化  | regione centrale del fiume Yangtze regione dell'Hunan nord-occidentale |
|          | 7000 a.C. – 5000 a.C. | cultura di Peiligang   | 裴李崗文化  | valle del fiume Luo nell'Henan                                         |
|          | 6500 a.C. – 5500 a.C. | cultura di Houli       | 后李文化    | Shandong                                                               |
|          | 6200 a.C. – 5400 a.C. | cultura di Xinglongwa  | 興隆洼文化  | Mongolia interna-Liaoning                                              |
|          | 6000 a.C. – 5500 a.C. | cultura di Cishan      | 磁山文化    | Hebei meridionale                                                      |
|          | 5800 a.C. – 5400 a.C. | cultura di Dadiwan     | 大地灣文化  | Gansu e Shaanxi occidentale                                            |
|          | 5500 a.C. – 4800 a.C. | cultura di Xinle       | 新樂文化    | basso fiume Liao nella penisola di Liaodong                            |
|          | 5400 a.C. – 4500 a.C. | cultura di Zhaobaogou  | 趙宝溝文化  | valle del fiume Luan nella Mongolia Interna e Hebei settentrionale     |
|          | 5300 a.C. – 4100 a.C. | cultura di Beixin      | 北辛文化    | Shandong                                                               |
|          | 5000 a.C. – 4500 a.C. | cultura di Hemudu      | 河姆渡文化  | Yuyao e Zhoushan, Zhejiang                                             |
|          | 5000 a.C. – 3000 a.C. | cultura di Daxi        | 大溪文化    | regione delle Tre Gole                                                 |
|          | 5000 a.C. – 3000 a.C. | cultura di Majiabang   | 馬家浜文化  | area del Lago Taihu e nord della Baia di Hangzhou                      |
|          | 5000 a.C. – 3000 a.C. | cultura di Yangshao    | 仰韶文化    | Henan, Shaanxi, e Shanxi                                               |
|          | 4700 a.C. – 2900 a.C. | Cultura di Hongshan    | 紅山文化    | Mongolia Interna, Liaoning, e Hebei                                    |
|          | 4100 a.C. – 2600 a.C. | cultura di Dawenkou    | 大汶口文化  | Shandong, Anhui, Henan, e Jiangsu                                      |
|          | 3400 a.C. – 2250 a.C. | cultura di Liangzhu    | 良渚文化    | delta del fiume Yangtze                                                |
|          | 3100 a.C. – 2000 a.C. | cultura di Majiayao    | 馬家窯文化  | regione del Fiume Giallo superiore in Gansu e Qinghai                  |
|          | 3100 a.C. – 2700 a.C. | cultura di Qujialing   | 屈家嶺文化  | regione del medio Fiume Yangtze in Hubei e Hunan                       |
|          | 3000 a.C. – 2000 a.C. | cultura di Longshan    | 龍山文化    | Fiume Giallo centrale e inferiore                                      |
|          | 2800 a.C. – 2000 a.C. | cultura di Baodun      | 寶墩文化    | Pianura di Chengdu                                                     |
|          | 2500 a.C. – 2000 a.C. | cultura di Shijiahe    | 石家河文化  | regione del medio Fiume Yangtze in Hubei                               |

## Visualizzazione schematica
Le diverse culture sono qui riunite schematicamente, per il periodo 7000 - 1500 a.C. Le culture dell'età del bronzo sono segnate con *. Le date sono indicative, poiché esistono diverse opinioni sulla datazione delle varie culture.
| Anno (a.C.) | Cina nord- orientale (1) | Cina nord- occidentale (2) | Medio Fiume Giallo (Zhongyuan) (3) | Basso Fiume Giallo (4) | Basso Yangtze (5) | Medio Yangtze (6)         | Sichuan (7) | Cina sud-orientale (8) | Cina sud- occidentale (9) |
| ----------- | ------------------------ | -------------------------- | ---------------------------------- | ---------------------- | ----------------- | ------------------------- | ----------- | ---------------------- | ------------------------- |
| 7500        |                          |                            |                                    |                        |                   |                           |             |                        |                           |
|             |                          |                            |                                    |                        |                   |                           |             |                        |                           |
|             |                          |                            |                                    |                        |                   |                           |             |                        |                           |
| 7000        |                          |                            |                                    |                        |                   | Pengtoushan               |             | ceramica cordata       |                           |
|             |                          |                            |                                    |                        |                   | (incl.                    |             | (incl.                 |                           |
|             |                          |                            |                                    |                        |                   | Chengbeixi                |             | Zengpiyan)             |                           |
| 6500        |                          | Dadiwan                    | Peiligang                          | Houli                  |                   | e Zaoshi)                 |             |                        |                           |
|             | Xinglongwa               | Laoguantai                 | Cishan                             | 6500-5500              |                   | 7000-5800                 |             | 7000-5500              |                           |
|             | 6200-5400                | = Baijia                   | Jiahu                              |                        |                   |                           |             |                        |                           |
| 6000        |                          | 6500-5000                  | Lijiacun                           |                        | Kuahuqiao         |                           |             |                        |                           |
|             |                          |                            | 6500-5000                          |                        | 6000-5000         |                           |             |                        |                           |
|             |                          |                            |                                    |                        |                   |                           |             |                        |                           |
| 5500        |                          |                            |                                    |                        |                   |                           |             |                        |                           |
|             |                          |                            |                                    | Beixin                 |                   |                           |             |                        |                           |
|             | Xinle                    |                            |                                    | 5300-4500              |                   |                           |             |                        |                           |
| 5000        | 5300-4800                | Yangshao                   |                                    |                        | Hemudu            | Daxi                      |             | Dapenkeng              |                           |
|             |                          | 5000-3000                  |                                    |                        | 5000-3400         | 5000-3300                 |             | Faguodun               |                           |
|             |                          |                            |                                    |                        | Majiabang         |                           |             | 5000-3000              |                           |
| 4500        | Zhaobaogou               |                            |                                    |                        | 5000-4000         |                           |             |                        |                           |
|             | 4500-4000                |                            |                                    | Dawenkou               | Songze            |                           |             |                        |                           |
|             |                          |                            |                                    | 4300-2600              | 4000-3000         |                           |             |                        |                           |
| 4000        |                          |                            |                                    |                        |                   |                           |             |                        |                           |
|             |                          |                            |                                    |                        |                   |                           |             |                        |                           |
|             |                          |                            |                                    |                        |                   |                           |             |                        |                           |
| 3500        |                          |                            |                                    |                        |                   | Qujialing                 |             |                        |                           |
|             | Hongshan                 |                            |                                    |                        |                   | 3500-2600                 | Yingpanshan |                        |                           |
|             | (incl. Fuhe)             | Majiayao                   |                                    |                        | Liangzhu          |                           | ca. 3100?   |                        |                           |
| 3000        | 3400-2300                | 3300-2700                  |                                    |                        | 3200-1800         |                           |             | Tanishan               |                           |
|             |                          | Banshan                    | *Henan-                            |                        |                   | Shijiahe                  | Baodun      | Shixia                 |                           |
|             |                          | 2700-2400                  | Longshan                           | *Shandong-             |                   | 2500-2000                 | 2800-2000   | Nianyuzhuan            |                           |
| 2500        |                          | Machang                    | 2800-2000                          | Longshan               |                   | Qinglongquan              |             | Qinglongquan           |                           |
|             |                          | 2400-2000                  |                                    | 2600-2000              |                   | = (Hubei-                 |             | Hedang                 | Baiyangcun                |
|             |                          | *Qijia                     |                                    |                        |                   | Longshan)                 |             | 3000-....              | 2200-2100                 |
| 2000        | *Xiajiadian              | 2300-1800                  |                                    |                        |                   | 2400-2000                 |             |                        | Dalongtan                 |
|             | 2000-300                 |                            | *Erlitou                           | *Yueshi                |                   |                           |             |                        | 2100-2000                 |
|             |                          | *Šiba                      | 1900-1500                          | 1900-1500              | *Maqiao           |                           |             |                        |                           |
| 1500        |                          | 1950-1500                  | dinastia Xia??                     |                        | 1800-1200         | *Chang Jiang (Sanxingdui) | dal 1500    |                        |                           |

Per questa visualizzazione schematica delle culture neolitiche, la Cina è stata divisa nelle seguenti nove parti:
1. Cina nord-orientale: Mongolia Interna, Heilongjiang, Jilin e Liaoning.
2. Cina nord-occidentale: (Fiume Giallo superiore): Gansu, Qinghai e parte occidentale dello Shaanxi.
3. Cina centro-settentrionale: (medio Fiume Giallo): Shanxi, Hebei, Henan occidentale e Shaanxi orientale. Fino a poco tempo fa, questa zona era considerata la zona di origine dalla quale la civiltà cinese si era diffusa attraverso il paese.
4. Cina orientale (basso Fiume Giallo): Shandong, Anhui, Jiangsu settentrionale e Henan orientale.
5. Est-sud-est della Cina (basso Yangtze): Zhejiang e gran parte dello Jiangsu.
6. Cina centro-meridionale (medio Yangtze): Hubei e Hunan settentrionale.
7. Sichuan e Yangtze superiore.
8. Cina sud-orientale: Fujian, Jiangxi, Guangdong, Guangxi, Hunan meridionale, basso Fiume Rosso nella parte settentrionale del Vietnam e l'isola di Taiwan.
9. Cina sud-occidentale: Yunnan and Guizhou.